# Taketori monogatari

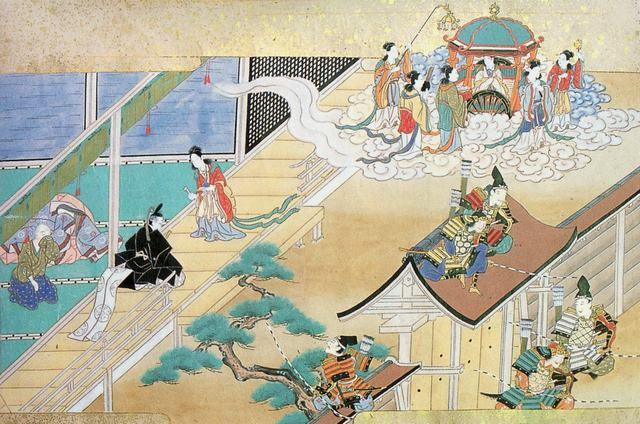
Kaguya-hime återvänder till månen.

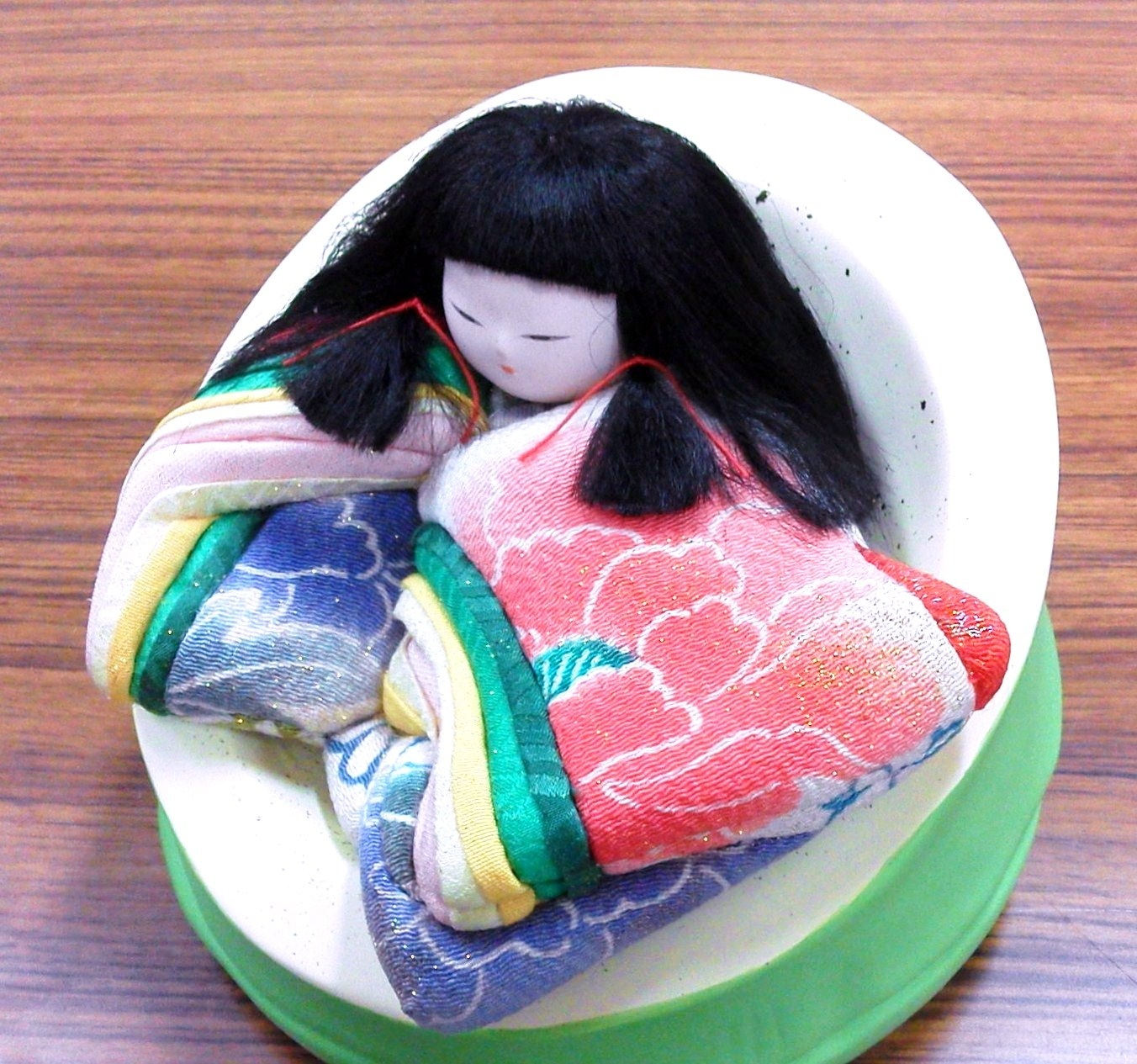
En trädocka av Kaguya, sittande in avskuren bambu

Taketori monogatari (japanska: 竹取物語?), "Sagan om bambuhuggaren", är en japansk folksaga från 900-talet. Den betraktas som en av de äldsta japanska sagorna och även som ett tidigt exempel på science fiction. I modern japanska, med förbindande hiragana, är sagan känd även under namnen Taketori okina no monogatari (竹取翁の物語, "Sagan om den gamla bambuhuggaren") och Kaguya-hime no monogatari (かぐや姫の物語, "Sagan om prinsessan Kaguya"), efter sina figurer.
Främst handlar berättelsen om en mystisk flicka vid namn Kaguya, som upptäcks som baby inuti en bambuplanta. Hon sägs komma från Tsuki-no-Miyako (月の都), det vill säga månens huvudstad, och har ovanligt hår som lyser som månen. Namnet Kaguya syftar också på skimret av solljus genom bambu.

## Bearbetning
Sommaren 2013 kom den japanska animerade långfilmen Kaguya-hime no monogatari, baserad på folksagan. Den regisserades av Isao Takahata och animerades av Studio Ghibli.